# Anna Sofia Defant
Anna Sofia Defant (* 1991 in Saalfelden) ist eine österreichische Jazz- und Improvisationsmusikerin (Piano, auch Gesang, Komposition) und Ärztin.

## Leben und Wirken
Defant studierte ab 2009 an der Universität für Musik und darstellende Kunst Wien klassisches Klavier bei Antoinette van Zabner (Bachelor, 2017) und Albert Sassmann (Master). Zugleich studierte sie von 2012 bis 2020 Humanmedizin an der Medizinischen Universität Wien. Seit 2020 praktiziert sie in Wien als Ärztin für Allgemeinmedizin. Der regelmäßige Besuch des Jazzfestivals in ihrer Heimatstadt führte dazu, dass sie sich mit Jazz und freier Improvisation auseinandersetzte.
Als Pianistin arbeitete Defant seit 2012 in Gruppen wie Amy Goes Bananas oder Tür 8. Gemeinsam mit dem Gitarristen Bernhard Hadriga hat sie 2023 im Duo søch beim Label JazzWerkstatt Records die EP While We Wait veröffentlicht, einen Mitschnitt vom Auftritt beim Jazzfestival Saalfelden. 2023 gründete sie das Quartett Euphonic Fractures mit Franz Hautzinger, Raphael Preuschl und Michael Prowaznik. Mit dem Saxophonisten Jakob Gnigler, dem Gitarristen Kenji Herbert und dem Schlagzeuger Michael Prowaznik spielt sie im Quartett s:e und legte 2025 bei Unit Records dessen gleichnamiges Debütalbum vor, das positive Kritiken erhielt. Außerdem tritt sie solo auf und wirkte als Gast am Album Blood Be Fluid (2022) von Julia Romana und Veronika Hanl mit.